# Моро, Кристофоро
Кристофоро Моро (итал. Cristoforo Moro; 1390, Венеция — 9 ноября 1471, там же) — 67-й венецианский дож, занимал пост с 12 мая 1462 года вплоть до своей смерти. Единственный дож из семейства Моро. При нём Венеция вступила в войну с Османской империей и потеряла важный для её экономики остров Эвбея.

## Семья
Семейство Моро поселилось в Венеции в середине XII века. В течение первых лет их водворения в лагунах, венецианские эмигранты оставались при власти в своих родных городах. Так, Падуя ежегодно отправляла в Риальто консулов; имена некоторых из этих чиновников дошли до нас; это: Альбино Моро, Антонио Кальво, Альберто Фальеро, Томаззо Кандиано, Уго Фосколо, Чезаре Дандоло, от которых пошли корни патрицианских родов Мори, Кальви, Кандиани, Фальери, существовавших вплоть до падения Венецианской республики. В библиотеке монастыря Камадюль де Сант-Мишель близ Венеции хранится указ, изданный сенатом Падуи в 421 году, где предписывается строительство города на Риальто и расселение там жителей близлежащих островов.

## Биография
Кристофоро был единственным сыном в семье Лоренцо Моро. После окончания обучения в Падуанском университете, он включился в общественную жизнь. Он занимал различные государственные посты, а также отличился, будучи капитаном в Брешиа, осаждённый Висконти, и в Падуе. Кристофоро был послом у пап Евгения IV и Николая V. Бернардин Сиенский пророчествовал, что однажды Моро станет дожем, и чтобы выполнить торжественную клятву, данную святому Бернардину, Кристофоро начал строительство церкви Сан-Джоббе, которую и посвятил святому. Он завещал своё имущество благотворительным учреждениям, в том числе и церкви Сан-Джоббе. Он был мудрым советником, цензором, децемвиром и, наконец, обладал пурпурным поясом прокуратора. Он был образованным и учёным, как это подтверждают книги и манускрипты монастыря Сан-Сальвадор.

## Правление
При правлении дожа Венеция вступала в войну с Османской империей. В 1463 году папа Пий II предложил Венеции вступить в войну на стороне антитурецкой коалиции. Сначала, учитывая свои экономические интересы, Венеция медлила. Но вскоре Кристофоро Моро, сторонник крестового похода против турок, начал длинную войну в Морее, и сформировал лигу против османов.
В апреле 1463 года, спустя десять лет после завоевания Константинополя, турецкие силы захватили венецианскую крепость в Аргосе в Греции. Латинский патриарх Виссарион Никейский отправился в Венецию, чтобы убедить венецианцев "встать на защиту веры", то есть вступить в войну с турками. В этом же году Венецией, Венгрией и Албанией под благословением папы была создана коалиция против султана Мехмеда II, угрожавшего Европе своей захватнической политикой. В 1469 году командующий венецианским флотом Никколо Канал отвоевал остров Энез от Дарданелл, но не смог защитить от турок остров Эвбея, и силы Венеции потерпели сокрушительное поражение. Для Венеции Эвбея была важным источником поставок сельскохозяйственной продукции. С 1468 года, султан Мехмет угрожал Негропонту и в 1470 году захватил его.
В это же время Венеция столкнулась и с другими угрозами, исходившими от городов Северной Италии, претендовавших на владения республики, а также короля Франции Людовика XI, искавшего возможность расширить своё влияние в Ломбардии за счёт Венеции.
Дож умер бездетным в 1471 году и был похоронен в церкви Сан-Джоббе под скромной мраморной плитой.